# La Caldera (kommun)
La Caldera är en kommun i Argentina.   Den ligger i provinsen Salta, i den norra delen av landet, 1 300 km nordväst om huvudstaden Buenos Aires. Antalet invånare är 5 711. Arean är 867 kvadratkilometer.
Terrängen i La Caldera är kuperad åt sydost, men åt nordväst är den bergig.
I omgivningarna runt La Caldera växer i huvudsak lövfällande lövskog. Runt La Caldera är det mycket glesbefolkat, med 6 invånare per kvadratkilometer.